# National Register of Historic Places in Vermont

Karte der Countys von Vermont und Verteilung der NRHP-Einträge

Diese Tabelle enthält alle Listen, in denen die Einträge im National Register of Historic Places in den 14 Countys des US-amerikanischen Bundesstaates Vermont aufgeführt sind:

## Anzahl der Objekte nach County
|       | \| \| County \| Liste der Einträge in das NRHP im County \| Anzahl \| \| ----- \| ---------- \| ---------------------------------------- \| ------ \| \| 1 \| Addison \| NRHP-Einträge in Addison County \| 68 \| \| 2 \| Bennington \| NRHP-Einträge im Bennington County \| 49 \| \| 3 \| Caledonia \| NRHP-Einträge im Caledonia County \| 55 \| \| 4 \| Chittenden \| NRHP-Einträge im Chittenden County \| 106 \| \| 5 \| Essex \| NRHP-Einträge im Essex County \| 11 \| \| 6 \| Franklin \| NRHP-Einträge im Franklin County \| 59 \| \| 7 \| Grand Isle \| NRHP-Einträge im Grand Isle County \| 10 \| \| 8 \| Lamoille \| NRHP-Einträge im Lamoille County \| 29 \| \| 9 \| Orange \| NRHP-Einträge im Orange County \| 62 \| \| 10 \| Orleans \| NRHP-Einträge im Orleans County \| 27 \| \| 11 \| Rutland \| NRHP-Einträge im Rutland County \| 74 \| \| 12 \| Washington \| NRHP-Einträge im Washington County \| 67 \| \| 13 \| Windham \| NRHP-Einträge im Windham County \| 97 \| \| 14 \| Windsor \| NRHP-Einträge im Windsor County \| 120 \| \| Summe \| Summe \| Summe \| 832 1 \| 1 Zwei Objekte sind aufgrund ihrer Lage und Ausdehnung in mehreren Listen verzeichnet. |                                          |        |
|       | County | Liste der Einträge in das NRHP im County | Anzahl |
| 1     | Addison | NRHP-Einträge in Addison County          | 68     |
| 2     | Bennington | NRHP-Einträge im Bennington County       | 49     |
| 3     | Caledonia | NRHP-Einträge im Caledonia County        | 55     |
| 4     | Chittenden | NRHP-Einträge im Chittenden County       | 106    |
| 5     | Essex | NRHP-Einträge im Essex County            | 11     |
| 6     | Franklin | NRHP-Einträge im Franklin County         | 59     |
| 7     | Grand Isle | NRHP-Einträge im Grand Isle County       | 10     |
| 8     | Lamoille | NRHP-Einträge im Lamoille County         | 29     |
| 9     | Orange | NRHP-Einträge im Orange County           | 62     |
| 10    | Orleans | NRHP-Einträge im Orleans County          | 27     |
| 11    | Rutland | NRHP-Einträge im Rutland County          | 74     |
| 12    | Washington | NRHP-Einträge im Washington County       | 67     |
| 13    | Windham | NRHP-Einträge im Windham County          | 97     |
| 14    | Windsor | NRHP-Einträge im Windsor County          | 120    |
| Summe | Summe | Summe                                    | 832 1  |